# Maison Doucet (Maskinongé)
Pour les articles homonymes, voir Maison Doucet.
La maison Doucet est une maison située à  Maskinongé au Québec (Canada). Construite entre 1765 et 1794, cette résidence rurale est l'une des plus anciennes de la région. Elle a été classée Immeuble patrimonial en 1978.

## Histoire
La maison a été construite entre 1765 et 1794 par l'Acadien Charles Doucet sur une terre qu'il avait acheté à Jean-Baptiste Drolet. La maison a été transmise à l'ainé des fils de la famille Doucet sur cinq générations et plus de deux siècles. Elle a été classée Immeuble patrimonial le 18 mai 1978.